# Río Damas (Rahue)
El río Damas es un curso natural de agua que fluye con dirección general oeste en la Región de Los Lagos y desemboca en el río Rahue.

## Trayecto
El río Damas nace en las proximidades del lago Puyehue (sector Quema del Buey, Entre Lagos), atraviesa la ciudad de Osorno separando la zona de Pilauco del resto de la ciudad y finalmente desemboca en el río Rahue.
Previamente a la llegada del cauce a Osorno, el río atraviesa la Carretera Panamericana sur a menos de 1 km de la entrada principal de la ciudad.
Diversos puentes cruzan el río para conectar Osorno con el sector de Pilauco, entre los que destacan:
- Puente Damas, que conecta la ruta 5 Sur al cruzar el río.
- Puente Chuyaca, que conecta el sector de la entrada principal de Osorno con el resto de la ciudad.
- Puente Los Notros, que conecta el sector de Pilauco (Los Notros) con el resto de Osorno.
- Puente Juan Pablo II, que conecta el sector de Pilauco (Maximiliano Kolbe) con el resto de Osorno.
- Puente Bulnes, que conecta el sector céntrico de Osorno con el Sector de Pilauco (Villa olímpica).
- Puente Damas, que conecta el sector de Franke con el resto de Osorno.

## Caudal y régimen
La cuenca del río Rahue, desde su nacimiento en el lago Rupanco hasta su confluencia con el río Bueno —que incluye también a sus afluentes río Forrahue, río Negro y río Damas— muestra un régimen pluvial, ya que los caudales mayores ocurren como resultado de importantes aportes de lluvias invernales. El río Coihueco no se incluye en esta subcuenca ya que muestra un carácter pluvio-nival, similar al observado en la subcuenca de los afluentes del lago Ranco. En años lluviosos las crecidas ocurren entre mayo y julio, producto de importantes aportes pluviales. En años normales y secos los mayores caudales también se observan en invierno, entre junio y agosto. El período de menores caudales se presenta en el trimestre dado por los meses de enero, febrero y marzo.: 58 

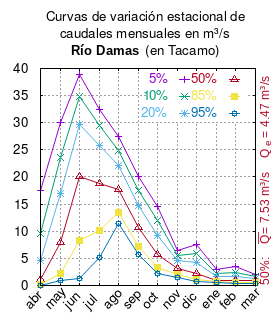
Curvas de variación estacional del río Damas en Tacamo.

El caudal del río (en un lugar fijo) varía en el tiempo, por lo que existen varias formas de representarlo. Una de ellas son las curvas de variación estacional que, tras largos periodos de mediciones, predicen estadísticamente el caudal mínimo que lleva el río con una probabilidad dada, llamada probabilidad de excedencia. La curva de color rojo ocre (con {\displaystyle {\color {Red}\vartriangle }}) muestra los caudales mensuales con probabilidad de excedencia de un 50 %. Esto quiere decir que ese mes se han medido igual cantidad de caudales mayores que caudales menores a esa cantidad. Eso es la mediana (estadística), que se denota Qe, de la serie de caudales de ese mes. La media (estadística) es el promedio matemático de los caudales de ese mes y se denota {\displaystyle {\overline {Q}}}.
Una vez calculados para cada mes, ambos valores son calculados para todo el año y pueden ser leídos en la columna vertical al lado derecho del diagrama. El significado de la probabilidad de excedencia del 5 % es que, estadísticamente, el caudal es mayor solo una vez cada 20 años, el de 10 % una vez cada 10 años, el de 20 % una vez cada 5 años, el de 85 % quince veces cada 16 años y la de 95 % diecisiete veces cada 18 años. Dicho de otra forma, el 5 % es el caudal de años extremadamente lluviosos, el 95 % es el caudal de años extremadamente secos. De la estación de las crecidas puede deducirse si el caudal depende de las lluvias (mayo-julio) o del derretimiento de las nieves (septiembre-enero).

## Historia
El 27 de marzo de 1558, el gobernador García Hurtado de Mendoza funda la ciudad de Osorno, en la confluencia del río Rahue con el río Damas (antiguamente llamado «Las Damas»); en la región indígena huilliche de «Chauracaví» o «Chauracahuín».
Según la tradición este río fue llamado «Damas» porque antiguamente las mujeres huilliches se habrían reunido en las orillas de este río, para usar sus aguas como espejo.
De acuerdo a lo pactado en el Parlamento de Las Canoas entre autoridades españolas y huilliches en 1793, el río Damas marcaría, junto con el río Rahue, el límite de la zona otorgada a los españoles para que refundaran Osorno y se establecieran nuevamente en ese territorio despoblado de europeos desde la destrucción de la ciudad en 1604 y con reactivación de las hostilidades desde 1789.
Francisco Solano Asta-Buruaga y Cienfuegos  escribió en 1899 en su Diccionario Geográfico de la República de Chile sobre el río:
Damas (Río de las).-—Riachuelo del departamento de Osorno. Es de poco volumen, y tiene sus fuentes á 12 ó 14 kilómetros al E. de la ciudad capital; corre al O. por el costado norte de ésta, y se echa en el río Rahue á cosa de un kilómetro más abajo de la misma. Es de márgenes bajas, medianamente amenas, formadas á la parte norte por colinas de ligero boscaje. Á cinco kilómetros al E. de la capital sobredicha, recibe el Chuyaca, y al O. de esta ciudad lo cruza un puente sobre el camino que guía á Valdivia. Se le dió el nombre por cierta analogía con el de la antigua Imperial.

## Población y economía
Los principales usos de la cuenca son los siguientes: agrícola y ganadero 78,2 % (401,6 km²), forestal 19,3 % (98,9 km²) y urbano-industrial 2,6 % (13,23 km²).

### Flora y fauna
El ecosistema fluvial se caracteriza por presentar fondo de bolones en toda su extensión, con acumulación de sedimento fino sólo en algunos lugares de la parte terminal del río con menor pendiente.
Entre las especies que se pueden encontrar asociadas al río destacan la garza chica, el zarapito, y especies de patos tales como el pato real y el pato jergón grande.

### Atractivos turísticos
Los atractivos turísticos presentes en las riberas del río Damas son:
- Parque Chuyaca, a orillas del río en la entrada principal a la ciudad de Osorno.
- Parque IV centenario de Osorno, a orillas del río en la zona de Pilauco, en la ciudad de Osorno.
- Villa Olímpica de Osorno, a muy poca distancia del Parque IV centenario.